# Chasmia auribarba
Chasmia auribarba är en tvåvingeart som först beskrevs av M. Josephine Mackerras 1964.  Chasmia auribarba ingår i släktet Chasmia och familjen bromsar. Inga underarter finns listade i Catalogue of Life.